# ZONE (ゲームメーカー)
ZONE（ゾーン）は、日本のアダルトゲームのブランド。

## 概要
元はテイジイエル企画・テイジイエル販売(TGL)旗下の商業向けゲーム製作開発チーム。1996年に発売された『妖女乱舞 〜汚された聖域〜』で正式デビュー。1997年に発売された『妖女乱舞2』以降に「有限会社ゾーン（ZONE）」の名義で正式独立。主に2Dと3DダンジョンタイプのRPGを企画・製作した。
代表作は1999年に発売された人気を博したヒット作『紅蓮』。2003年に解散した後に活動終了。

## 作品リスト
- 妖女乱舞 〜汚された聖域〜（1996年7月19日発売）
- 妖女乱舞2（1997年5月29日発売）
- アスガルド 〜歪曲のテスタメント〜（1998年4月17日発売）
- 紅蓮（1999年11月18日発売）
- AVARON（2000年5月19日発売）
- 紅蓮天衝－修羅－（2002年7月19日発売）
- 紅蓮天衝－羅刹－（2002年12月27日発売）

## スタッフ
- 原画 - AM-DVL
- シナリオ - 紙谷龍生、増田部苔丸、渡辺ヒロシ

## 画集
- 『優艶(ゆうえん) 〜ZONE原画集〜』（彩文館出版、1998年11月2日発売） ISBN 4-91-611518-X
  - ロングインタビュー、描き下ろし漫画やカラーイラストなど収録した原画集。